# هاينز بيكر
هاينز بيكر (بالألمانية: Heinz Becker)‏ هو لاعب كرة قاعدة ألماني، ولد في 26 أغسطس 1915 في برلين في ألمانيا، وتوفي في 11 نوفمبر 1991 في دالاس في الولايات المتحدة.

## وصلات خارجية
- هاينز بيكر على موقع دوري كرة القاعدة الرئيسي (الإنجليزية)
- هاينز بيكر على موقعبيزبول رفرنس.كوم (الدوري الرئيسي) (الإنجليزية)
- هاينز بيكر على موقع جمعية أبحاث البيسبول الأمريكية (الإنجليزية)